# Spermicid

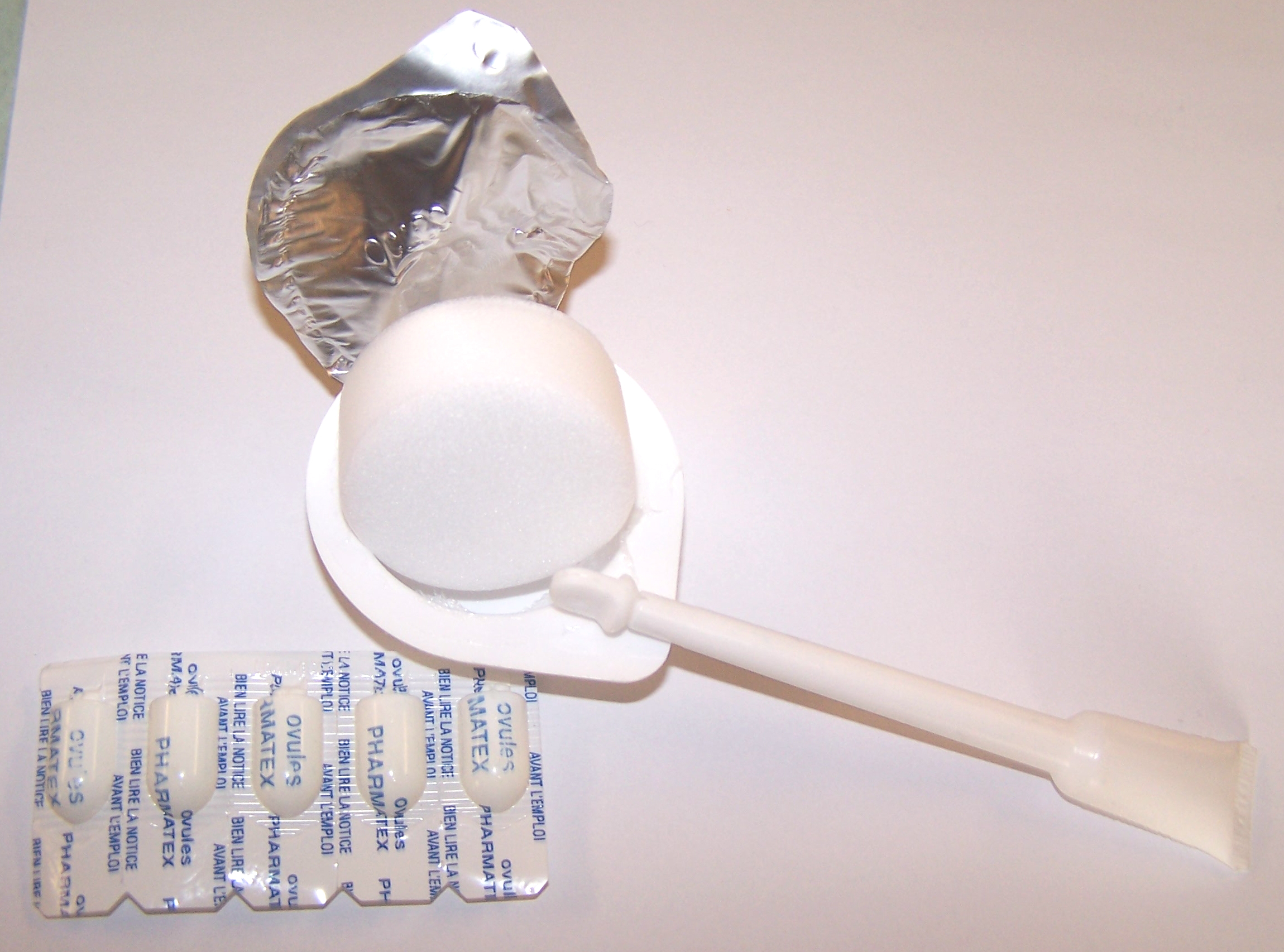
Spermicid kúp, pesszárium, krém

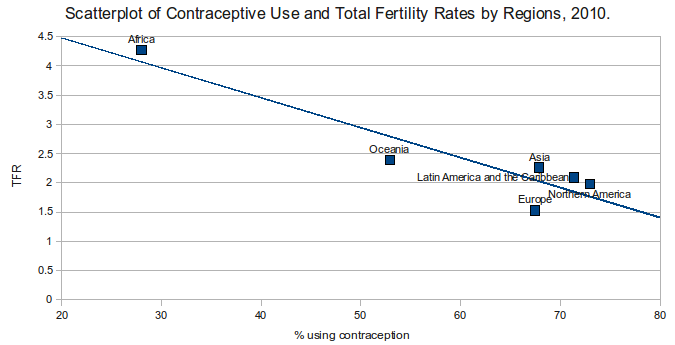
A grafikon egy szórásgörbe kontrasztot mutat fogamzásgátlók használata és a teljes termékenységi rátával szemben a világ nagyobb régióiban 2010-ben. (Forrás: az Egyesült Nemzetek Várható Népesség 2008-ban és az ENSZ a Világ fogamzásgátló-használat 2007-ben adataiból)

A spermicidek, spermatocidok vagy spermaölők a hímivarsejtet elpusztító olyan kémiai anyagok, amelyek megbénítják a spermiumok életfontosságú enzimeit, ennek köszönhetően csökkentik az ondósejtek mozgékonyságát, életképességét vagy el is pusztítják őket (biocid), így alkalmasak helyi fogamzásgátlásra. Spermicid hatással rendelkező vegyi anyagok: nonoxynol-9, benzalkónium-klorid, klór-hexidin, menfegol, oktoxinol-9, nátrium-kolát, nátrium-klorid, réz-szulfát és a tejsav. A Calendula, orvosi körömvirág (Calendula officinalis L.; Asteraceae) triterpenoid összetevői kutatások szerint spermicid hatásúak. A spermicidek használhatók önmagukban, ám legtöbbször más fogamzásgátló módszer (pl. pesszárium, óvszer) kiegészítéseként alkalmazzák, mivel önmagukban nem elég biztonságosak. Különböző gyógyszerformában (krém, hab, zselé és kúp), recept nélkül kapható, könnyen és biztonsággal alkalmazható, fogamzásgátló, gyógyhatású készítmények. A fogamzásgátlás megbízhatóságát az ún. Pear-index (PI) mutatja. Hüvelyi spermicid anyagok PI-je: 0,7-7.

## Hatásmechanizmusuk

A spermium felépítése

- Enzimreakcióik bénításával, a sejtmembrán áteresztőképességének (permeabilitásának) megváltoztatásával (így megakadályozva annak tápanyagfelvételét), valamint légzési enzimek blokkolásával fejtik ki hatásukat. A sperma enzimeinek aktív centrumához kapcsolódik a spermicid, az anionaktív (Benzalkonium chloratum solutum 10% FoNo VI.) benzalkónium-klorid, és ezzel megakadályozzák a sperma életfontosságú enzimeinek működését, irreverzibilis gátlást okoznak, amelynek következménye a spermiumok mozgékonyságának csökkenése vagy pusztulása.
- Fiziológiás pH-n a klór-hexidin-só disszociál és pozitív töltésű klór-hexidin kation szabadul fel. A baktericid hatás eredményeként ezen kation a negatívan töltött bakteriális sejtfal molekuláihoz kötődik. Az alacsony koncentrációban a klór-hexidin bakteriosztatikus hatású; nagy koncentrációban, a membránkárosodás sejthalált eredményez.
- A sperma sejtmembránjának áteresztőképességét változtatja meg. A spermicid (Nonoxynol-9) megtámadja az akroszomális membránját a hímivarsejtnek, ami flagellum mozgását gátolja.
- A szerves savak (Acidum lacticum dilutum, hígított tejsav) kicsapják a hímivarsejtek membránjának fehérjéit, ami a membrán roncsolását okozza.
- A nehézfém-sók (Pulvis ad irrigationem, Cuprum sulfuricum - réz-szulfát) vizes oldatban komplexet képeznek, amelyek adszorbeálódnak az élő szervezetek sejtmembránjainak hidroxi-, amino-, tio-csoportjaihoz, kicsapják a hímivarsejtek membrán-fehérjéit, fém-albuminát keletkezik, ami a membrán roncsolódásával jár, a hímivarsejt elpusztul.

## Spermicidek alkalmazásának története

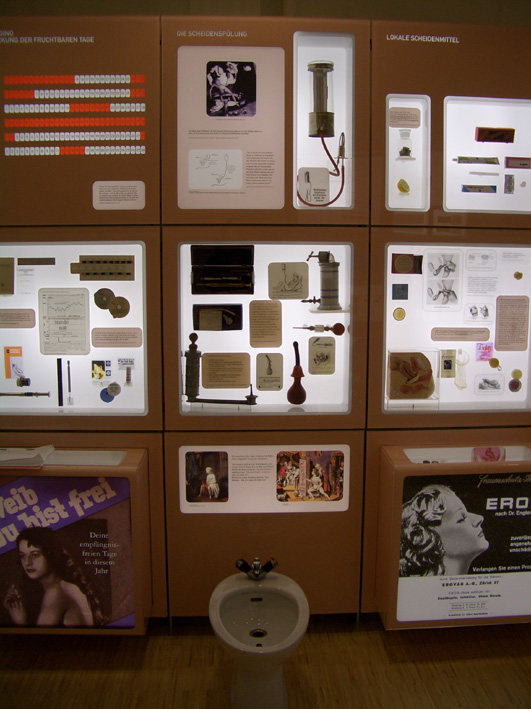
Fogamzásgátlók a történelemben

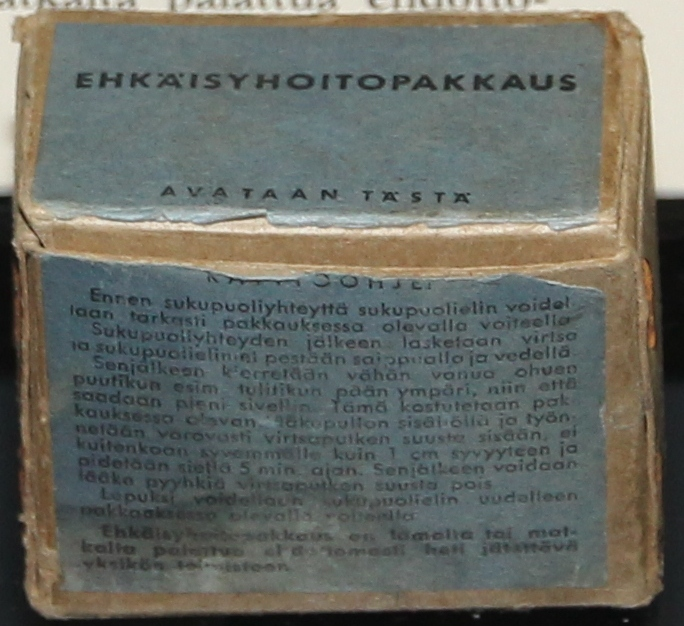
A megérdemelt szabadság idejére fogamzásgátló (spermicid?) a finn hadsereg katonái részére a második világháború idején

A Kahun Nőgyógyászati Papyrus a legrégebbi fennmaradt orvosi papirusz, amely útmutatást ad a fogamzásgátlók készítéséről. Számos fogamzásgátlót alkalmaztak a mai pesszáriumok ősét, spermicid anyaggal bevonva kellett beilleszteni a hüvelybe. Pesszáriumok készítéséhez különféle anyagokat alkalmaztak: savanyú tej, méz, egy csipet szikes talaj, valamint a gumiarábikum volt általánosan használt. Az akácfa ragasztóanyagáról kimutatták, hogy spermicid hatású hüvelyi tejsav jelenlétében. A Kahun papirusz, amely i. e. 1900 körül íródott fragmentumai foglalkoznak nőgyógyászattal és állatgyógyászattal, ahol leírja a krokodil ürülék alkalmazását fogamzásgátlásra, amit pesszárium (vaginális kúp) formájában tartalmazott.
Vannak olyan ókori növények, amelyek már nem léteznek, mert sok gyógynövény kipusztult a túlzott fogyasztásuk miatt. Így például a silphinum nevű gyógynövényt nagyra becsülték gyógyító és fogamzásgátló tulajdonságai miatt. Olyan nagy volt a kereslet rá az ókori Görögországban, hogy kipusztult a harmadik vagy negyedik században.